# Ludwig von Buhl

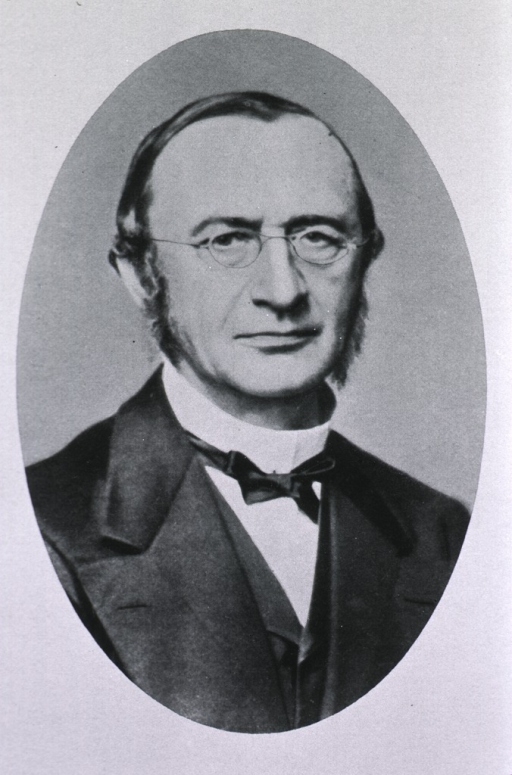
Ludwig von Buhl

Ludwig von Buhl (* 4. Januar 1816 in München; † 30. Juli 1880 in Ebenhausen bei München) war ein deutscher Mediziner und Hochschullehrer in München, insbesondere für Pathologie.

## Leben
Von Buhl studierte in München und Wien Medizin, wurde 1839 promoviert und habilitierte sich 1846 als Dozent für physikalische Diagnostik, pathologische Anatomie und Mikroskopie. Wie Carl Thiersch pflegte er, wie später auch Otto von Bollinger, die 1844 von Anton Förg in München eingerichteten pathologisch-anatomischen Demonstrationen; zugleich gab er Perkussionskurse für Studenten. 1854 war er mit einem Vortrag über pathologisch-anatomische Einzelheiten bei seinen Demonstrationen einer der Autoren in der ersten Ausgabe von Aerztliches Intelligenz-Blatt. Organ für Bayerns staatliche und öffentliche Heilkunde.
Im Jahr 1859 wurde er ordentlicher Professor der allgemeinen Pathologie und pathologischen Anatomie an der Universität München, 1875 auch Direktor des für seinen Unterricht und seine Forschungen neu erbauten Pathologischen Instituts an der späteren Nußbaumstraße. Seit 1862 war er außerordentliches Mitglied der Bayerischen Akademie der Wissenschaften.
Buhl forschte und veröffentlichte über Cholera, schilderte die akute Miliartuberkulose als Resorptions- und Infektionskrankheit (noch bevor man den von Robert Koch um 1880 entdeckten Erreger kannte), lieferte Arbeiten über den Wassergehalt des Gehirns bei Typhus, über Kapillarektasie der Lungen, über das Faserstoffexsudat, Beiträge zur Ätiologie des Typhus, entdeckte das konstante Vorkommen eines Pilzes bei Diphtherie. In seinem ersten Beitrag in der  mit Max Pettenkofer und Carl Voit gegründeten Zeitschrift für Biologie wies er in der Abhandlung Über die Ätiologie des Typhus auf die Beziehung des Auftretenszeitpunktes des Typhus zum Grundwasserstand in München  hin.

## Grabstätte

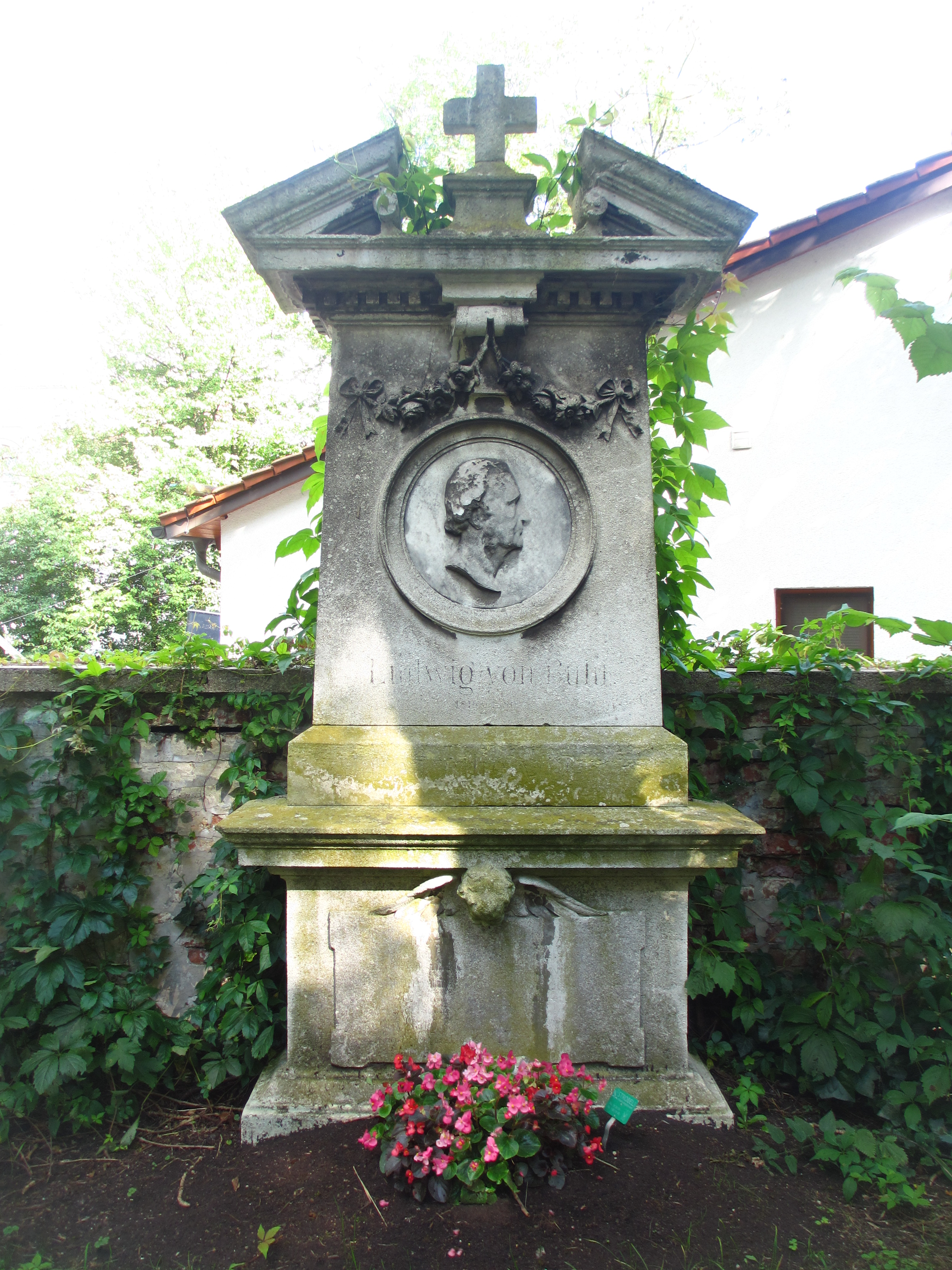
Grab von Ludwig Buhl auf dem Alten Südlichen Friedhof in München

Die Grabstätte von Ludwig von Buhl befindet sich auf dem Alten Südlichen Friedhof in München (Mauer Links Platz 285/286 bei Gräberfeld 11) Standort.

## Schriften (Auswahl)
- Die Keimhaut ihre Voranlage, Entstehung und erste Metamorphose, ihre Bedeutung und innere Wesenheit. Georg Frans, München 1839 Digitalisat
- Conamen varias dermatitidis formas ratione morphologica contemplandi. Dissertatio inauguralis pro venia legendi. Monachii, 1846 Digitalisat
- Kursus über die physicalische Untersuchung der Brust- und Unterleibsorgane. I. Grundsätze derselben. München 1848 Digitalisat
- C. Hecker, L. Buhl: Klinik der Geburtskunde. Beobachtungen und Untersuchungen aus der Gebäranstalt zu München. Wilhelm Engelmann, Leipzig 1861 Digitalisat
- Über die Stellung und Bedeutung der pathologischen Anatomie. Festrede vorgetragen in der k. Akademie der Wissenschaften zu München am 28. Nov.1863 zur Feier des Geburtsfestes Sr. Majestät des Königs. Verlag der Akademie der Wissenschaften, München 1863 Digitalisat
- C. Hecker, L. Buhl: Klinik der Geburtskunde. Beobachtungen und Untersuchungen aus der Gebäranstalt zu München. Zweiter Band. Wilhelm Engelmann, Leipzig 1864 Digitalisat
- Lungenentzündung, Tuberkulose und Schwindsucht. Zwölf Briefe an einen Freund. Oldenbourg, München 1872 Digitalisat
- Ueber die Aetiologie des Typhus. Vorträge gehalten in den Sitzungen des ärztlichen Vereins zu München von Buhl, Friedrich, v. Gietl, v. Pettenkofer, Ranke, Wolfsteiner. Jos. Ant. Finsterlin'sche Buchhandlung München 1872 Digitalisat.
- Mittheilungen aus dem pathologischen Institut zu München. Enke, Stuttgart 1877